# FICO Eataly World
Il FICO Eataly World S.r.l (nota anche come FICO, acronimo di Fabbrica Italiana Contadina) è stato un parco tematico dedicato al settore agroalimentare e alla gastronomia, uno dei più grandi al mondo nel suo genere, situato negli spazi del Centro agroalimentare di Bologna.

## Storia
Allestito tra il 2012 e il 2017 ispirandosi all'esperienza dell'Esposizione Universale di Milano del 2015 (che aveva come tema l'alimentazione), FICO è stato inaugurato il 15 novembre 2017 con la presenza dell'allora presidente del consiglio italiano Paolo Gentiloni.
Nel maggio 2018, dopo i primi sei mesi dall'apertura, furono registrati circa 1,5 milioni di visitatori e un fatturato di 25,9 milioni di euro.
A dicembre del 2019 apre all’interno di FICO il parco divertimenti Luna Farm, totalmente al coperto, con tema principale la fattoria e il mondo contadino, dedicato ai bambini. Nel 2019 il bilancio del parco si chiuse con ingenti perdite di oltre 3 milioni di euro. 
Nel 2020 il bilancio era ancora in forte perdita per oltre 3 milioni di euro.
Per tentare un rilancio, nel gennaio 2021 la società di gestione Eataly World investì circa 5 milioni di euro e promosse un nuovo piano industriale, che ottenne il via libera del Fondo Pai - Parchi Agroalimentari Italiani Comparto A, gestito da Prelios Sgr e sottoscritto da oltre 25 investitori; in virtù di esso il parco si sviluppò su circa 100.000 mq e fu riorganizzato in sette aree tematiche e venne introdotto l'ingresso a pagamento.
Nelle pertinenze del parco era altresì prevista sulla carta, l'edificazione dello stadio temporaneo che avrebbe dovuto ospitare le partite interne del Bologna Football Club 1909 in attesa della ristrutturazione dello stadio Renato Dall'Ara.
Nel 2022 il bilancio del parco registrò 6,5 milioni di euro di perdite e debiti per 18 milioni di euro.
Il susseguirsi di bilanci in forte perdita, la chiusura di diverse aree interne e il disinteresse del pubblico per il format proposto, portò la società a dichiarare la chiusura definitiva per dicembre 2023, per poi slittare al giorno 18 febbraio 2024, mentre Luna Farm rimase operativo.
Le aree occupate da FICO sono state riconvertite, a partire dal 5 settembre 2024, in una nuova attività denominata Grand Tour Italia.

## Descrizione
Il parco occupava una superficie di 10 ettari, di cui otto coperti in cui erano presenti negozi e ristoranti di 150 aziende e due ettari esterni dedicati ad attività agricole di coltivazione e allevamento. Erano altresì presenti sei attrazioni educative e multimediali per illustrare il rapporto tra l'essere umano con i diversi elementi naturali (fuoco, terra, mare, animali, vino-olio-birra, futuro).
La struttura era gestita da Eatalyworld Srl, società partecipata pariteticamente (50% delle azioni pro capite) da Eataly Srl e Fico.Op Srl (quest'ultima controllata da Coop Alleanza 3.0).
La struttura comprendeva anche un parco divertimenti al coperto Luna Farm aperto il 7 dicembre 2019.

## Galleria d'immagini

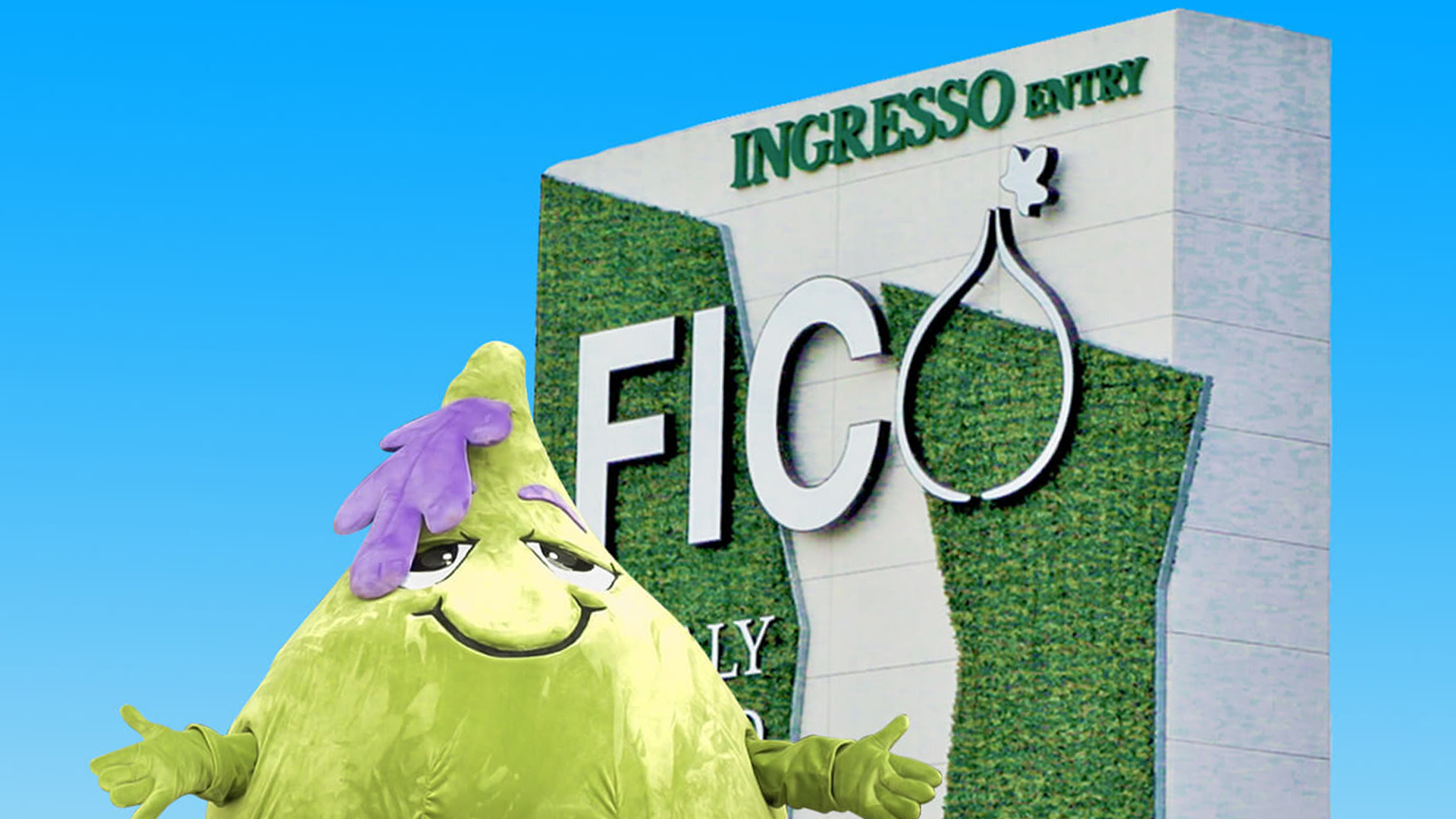
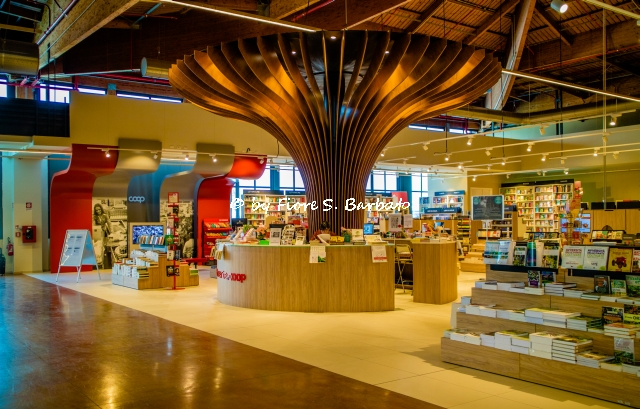
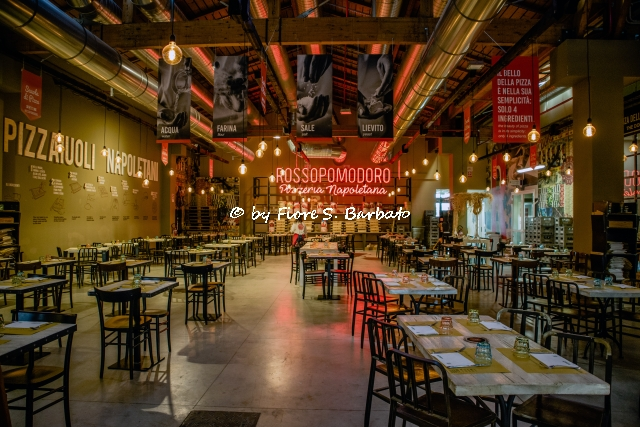
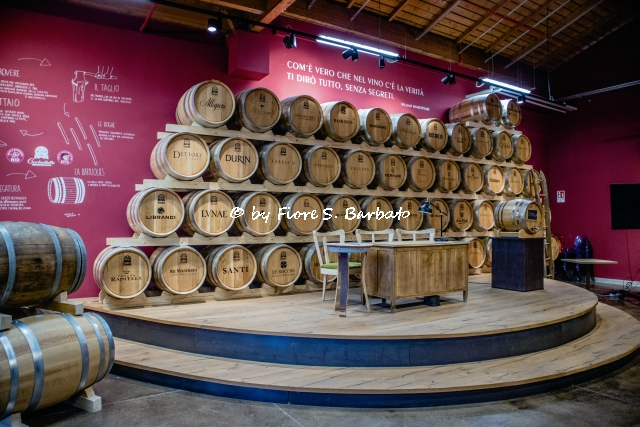
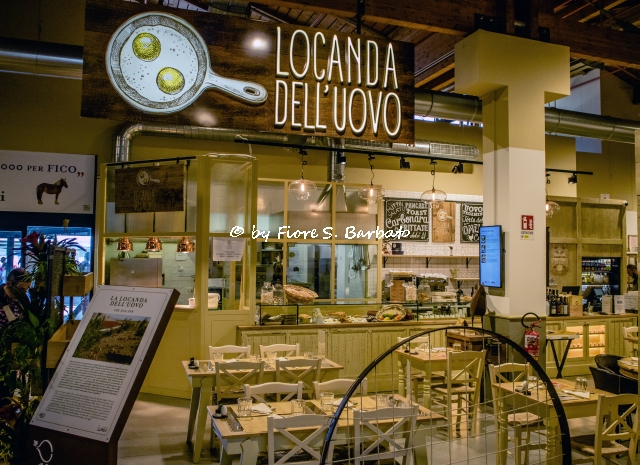